# Pinus krempfii
Pinus krempfii är en tallväxtart som beskrevs av Paul Lecomte. Pinus krempfii ingår i släktet tallar, och familjen tallväxter. IUCN kategoriserar arten globalt som sårbar. Inga underarter finns listade i Catalogue of Life.

## Bildgalleri

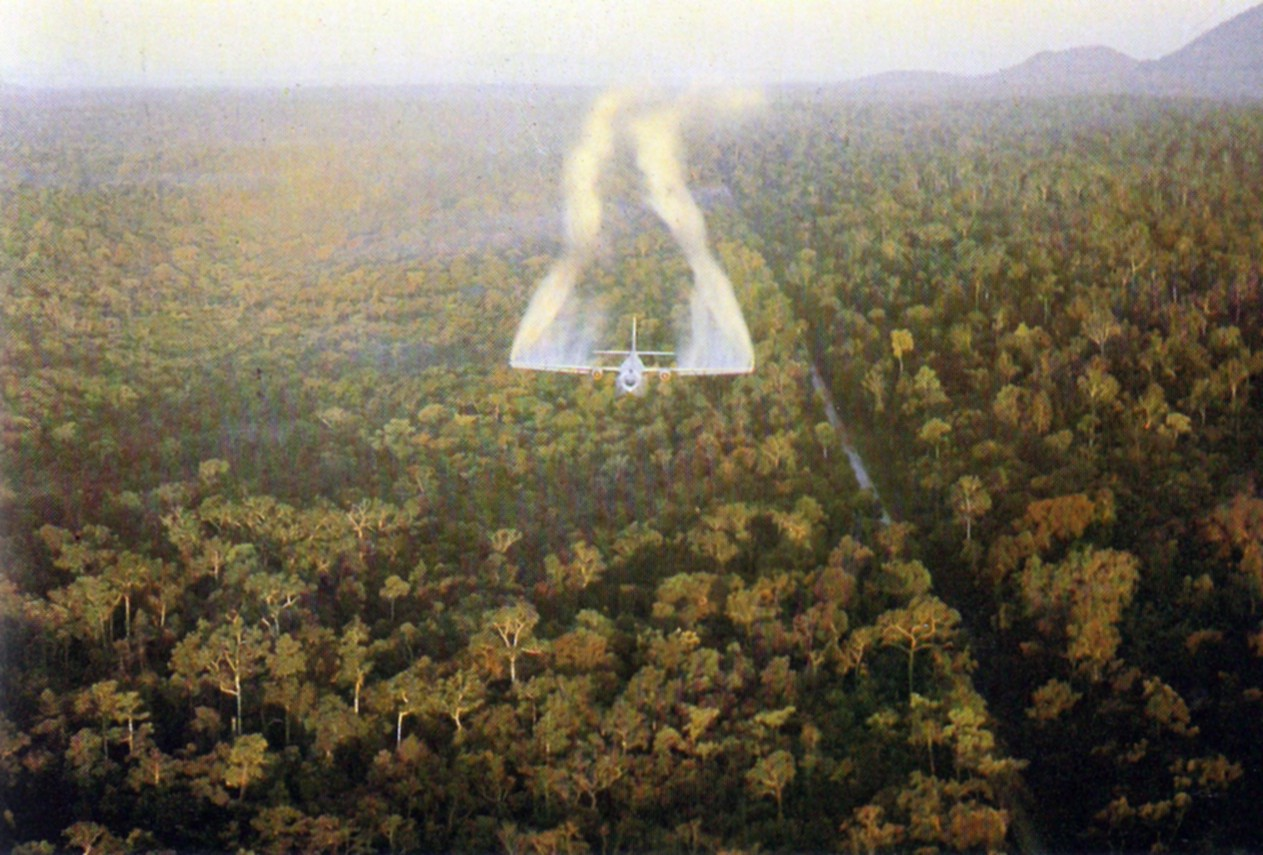